# Пети, Ролан
Рола́н Пети́ (фр. Roland Petit; 13 января 1924[…], Вильмомбль — 10 июля 2011[…], Женева) — французский танцовщик и хореограф, один из признанных классиков балета XX века. Лауреат Государственной премии Российской Федерации (2002).

## Биография
Сын Роз Репетто, основательницы компании-производителя балетной одежды и обуви Repetto, и владельца закусочной (в память о своей работе в отцовском ресторане Пети позднее поставит номер с подносом). Учился в балетной школе Парижской Оперы, где его педагогами были Гюстав Рико и Серж Лифарь. После её окончания в 1940 году был зачислен в кордебалет Гранд-Опера.
В 1945 году совместно с другими молодыми артистами Парижской оперы участвовал в Танцевальных вечерах Театра Сары Бернар. В том же году совместно с Жанин Шарра и при поддержке Жана Кокто, Бориса Кохно и Кристиана Берара создал собственную труппу — «Балет Елисейских полей», где официально занял пост балетмейстера.
В 1946 году создал для Жана Бабиле и его супруги Натали Флиппар балет «Юноша и смерть» (сценарий Жана Кокто, музыка И. С. Баха), вошедший в классику мирового балетного искусства.
В 1948 году ушёл из компании (после этого просуществовавшей ещё три года) и создал новую труппу в театре Мариньи — «Балет Парижа». Его прима-балериной стала Рене (Зизи) Жанмер. В следующем году специально для неё он поставил другой свой знаменитый балет — «Кармен». Премьера балета в Лондоне имела такой успех, что Жанмер получила приглашение из Голливуда, куда вслед за ней поехал и Пети. В Голливуде он работал и как хореограф, и как танцовщик. В 1952 году вместе с Жанмер и Эриком Бруном участвовал в съёмках фильма-мюзикла «Ханс Кристиан Андерсен» (Принц в эпизоде «Русалочка»). В 1955-м вышло два фильма с его хореографией: «Хрустальный башмачок» с Лесли Карон и «Длинноногий папочка» с Фредом Астером.
В 1960 году режиссёр Теренс Янг снял фильм-балет «Раз, два, три, четыре, или Чёрные чулочки», куда вошли четыре балета Ролана Пети: «Кармен», «Авантюристка», «Сирано де Бержерак» и «Траурный день». В съёмках участвовали Рене Жанмер, Сид Чарисс, Мойра Ширер и Ханс ван Манен. Сам Пети исполнил три главные роли в собственной хореографии: Дона Хозе, Жениха и Сирано.
В 1965 году вернулся в Парижскую Оперу для постановки балета Мориса Жарра «Собор Парижской Богоматери». Главные роли на премьере исполняли Клэр Мотт (Эсмеральда), Сирил Атанасов (Клод Фролло), Жан-Пьер Бонфу (Феб). Роль Квазимодо исполнил сам балетмейстер.
В 1973 году поставил для Майи Плисецкой миниатюру «Гибель розы» на музыку Малера.
В 1972 году основал Балет Марселя, которым руководил в течение 26 лет. Первой постановкой компании стал балет «Пинк Флойд», показанный на стадионе Марселя и в парижском Дворце спорта. Звёздами его новой труппы были Доминик Кальфуни и Дени Ганьо.
26 октября 2001 года поставил балет «Пиковая дама» для Большого театра на музыку Патетической симфонии П. Чайковского. Премьеру танцевали Н. Цискаридзе, И. Лиепа, С. Лунькина.
Автор более чем пятидесяти балетов и номеров для танцовщиков всего мира. Ставил спектакли на лучших сценах Италии, Германии, Англии, Канады, Кубы и России. Его опусы отличались стилистическим и техническим разнообразием балетного языка. Сотрудничал как с авангардистами, так и с представителями нового реализма, среди которых Марсьяль Райс, Жан Тэнгли и Ники де Сен-Фалль. Работал с модельером Ивом Сен-Лораном (костюмы для балета «Собор Парижской Богоматери» и номера «Гибель розы»), певцом и композитором Сержем Генсбуром, скульптором Бальдаччини, художниками Жаном Карзу и Максом Эрнстом. Либретто для Пети писали Жорж Сименон, Жак Превер и Жан Ануй. Музыку для его балетов сочиняли Анри Дютийё и Морис Жарр. 
Скончался в возрасте 87 лет.

## Наиболее значительные постановки
- Бродячие комедианты / Les forains на музыку Соге (1945)
- Рандеву / Le rendez-vous («Встреча», на музыку Косма, 1945[10])
- Герника / Guernica на музыку Бонно, 1945
- Юноша и смерть / Le Jeune Homme et la Mort на музыку Баха (1946)
- Кармен / Carmen на музыку Бизе (1949)
- Балабиле / Ballabile (1950)
- Волк / Le loup (1953)
- Собор Парижской Богоматери / Notre-Dame de Paris (1965)
- Потерянный рай / Paradise Lost (1967)
- Краанерг / Kraanerg (1969)
- Больная роза / La rose malade на музыку Густава Малера для Майи Плисецкой; фрагмент под названием «Гибель розы» перенесён на сцену Большого театра (1973)[10]
- Пруст, или Перебои сердца / Proust, ou Les intermittences du coeur (1974)
- Фантастическая симфония / Symphonie phantastique (1974)[10]
- Коппелия / Coppélia (1975)
- Пиковая дама / La Dame de pique (1978)
- Призрак оперы / Le phantôme de l’Opéra
- Les amours de Frantz (1981)
- Голубой ангел / The Blue Angel (1985)
- Клавиго / Clavigo (1999)
- Пути творения / Les chemins de la création (2004)

## Балеты Ролана Пети в России
- Собор Парижской Богоматери — Ленинградский театр оперы и балета им. Кирова (1978)
- Кармен — Мариинский театр (1998)
- Юноша и смерть — Мариинский театр (1998)
- Пиковая дама — Большой театр (2001)[11]
- Собор Парижской Богоматери — Большой театр (2003)
- Юноша и смерть — Большой театр (2010)[12]
- Коппелия — Театр Станиславского и Немировича-Данченко (2012)
- Собор Парижской Богоматери — Новосибирский театр оперы и балета (2021)

## Балеты Ролана Пети в Казахстане
- Собор Парижской Богоматери — Астана Опера (2016)
- Коппелия — Астана Опера (2016)

## Фильмография
- 1981 — Перебои сердца / Les intermittences du cœur (фильм-балет с участием Майи Плисецкой)
- 1988 — Les Enfants de la danse (документальный фильм, режиссёр Дирк Сандерс[фр.]).

## Мемуары
- J’ai dansé sur les flots (1993, рус. пер. 2008)
- Temps liés avec Noureev (1998, рус. пер. 2007[13])

## Признание и награды
Офицер Национального ордена за заслуги в области литературы и искусства (1965), кавалер Ордена Почётного легиона. (1974), лауреат главной Национальной премии Франции в области литературы и искусства (1975), лауреат Государственной премии Российской Федерации за постановку балета «Пиковая дама» в Большом театре (2001) и других наград. В 1994 году был награждён премией Benois de la Danse.

## Личная жизнь
В 1954 году женился на танцовщице Зизи Жанмер, которая выступала в ряде его произведений. Их дочь, Валентина Пети (Валентина-Роз-Арлетт Пети), стала также танцовщицей и актрисой.